# Cogomella verdejant
La cogomella verdejant (Chlorophyllum molybdites), també anomenada cogomella de làmines verdes i fals para-sol és una cogomella tòxica que produeix trastorns gastrointestinals variats, com ara vòmits o diarrea, en funció de la persona. S'assembla molt al bolet comestible apagallums.
És el bolet verinós més consumit a l'Amèrica del Nord.

## Taxonomia
Va ser descrita com a Agaricus molybdites l'any 1818 per Georg Friedrich Wilhelm Meyer, Primitiae florae essequeboensis: 300. Massee, Bulletin of miscellaneous information Kew (no. 138): 136 (1898) va combinar-la al gènere Chlorophyllum.

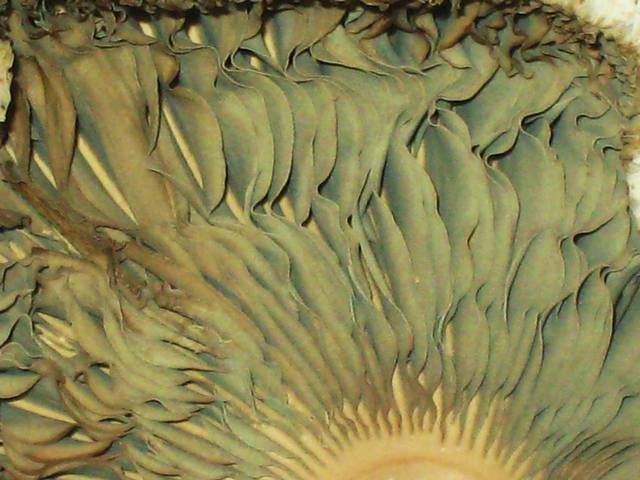
Làmines de la cogomella verdejant (Chlorophyllum molybdites)

## Descripció
Barret de fins a 20 cm de diàmetre, de subglobós fins a convex o estès; recobriment superficial desfet en grans esquames brunes a bru cremoses, poligonals, disposades concèntricament, distants, que contrasten sobre un fons fibril·lós i blanc; esquames poc adherides i de marges separats, lliures.
Làmines de blanques a cremoses, desiguals i lliures, distants de la cama, denses.
Cama poc ancorada al substrat, de fins a 20 cm de longitud i 3 cm de diàmetre, llisa, nua, sense esquames, blanca o blanquinosa, s'enfosqueix al frec; peu d'abruptament bulbós a bulb emarginat (= amb vora), bulb de fins a 6 cm de diàmetre; anell relativament senzill, sense doble corona, de revers bru.
Carn blanca, tova al barret, fibrosa a la cama, que en tallar-la pren un de color vermell rosa; tot el bolet esdevé de color bru pàl·lid amb l'edat; olor de patata crua, dolça al tast.

## Hàbitat
Des de la primavera a finals de tardor; des de solitària a colònies de nombrosos exemplars; en boscos de la muntanya mitjana, preferentment caducifolis, prats adobats, munts de compost o fulles en descomposició, en terra remogut, entre ortigues.

## Distribució geogràfica
Creix a Europa, l'Amèrica del Nord i Austràlia.

## Espècies semblants
Es pot confondre amb:
- La cogomella esparracada (Chlorophyllum rhacodes) té la cama acabada en un peu inflat, però mai de manera abrupta; l'anell és complex, en doble corona.
- La cogomella esparracada d’anell senzill (Chlorophyllum venenatum)', que també podem diferenciar per l'anell.
- La cogomella terrosa (Chlorophyllum olivieri), d'escates de color beix, que no contrasten amb la superfície subjacent.
- La cogomella de peu amb vora (Chlorophyllum brunneum), que té un anell simple, no doble i el bulb del peu emarginat.

Si el barret del bolet té menys de 10 cm de diàmetre i/o la cama té menys de 10 cm de longitud es pot confondre amb una cogomina, un bon nombre de les quals són tòxiques.

## Comestibilitat
El seu consum pot provocar afeccions gastrointestinals com: irritació d'estómac, vòmits i diarrea. També es poden produir afeccions més greus com: diarrea amb sang i xoc hipovolèmic. Malgrat això, la intoxicació provocada per aquest bolet, no sol ser letal.